# Barrage Guxian
Le Barrage Guxian est un barrage-poids situé en Chine sur le cours du Luo.

## Historique
Le projet initial date de 1958, a repris en 1978, et a été terminé en 1993

## Caractéristiques
Le barrage principal a une hauteur de 125 m.